# ألتري
ألتري هي بلدة إيطالية تقع في مقاطعة بولسانو شمال إيطاليا.